# Fire Challenge
Die Fire Challenge (deutsch: Feuerherausforderung) ist eine Aktion, bei der man seinen Körper mit einer brennbaren Flüssigkeit einreibt, um diese dann zu entzünden. Um Anderen zu zeigen, dass man die Fire Challenge bestanden hat, wird diese auf Video aufgenommen und dann über die Medien verbreitet. Sowohl Experten der Feuerwehr, der Polizei als auch der Medien warnen vor der Gefahr durch die Selbstentzündung und hoffen, Jugendliche somit von der Fire Challenge abhalten zu können.

## Mögliche Gefahren
Verbrennungen ersten und zweiten Grades sind die hauptsächlichen Gefahren der Fire Challenge. Ein Jugendlicher aus Kentucky, der an der Fire Challenge teilnahm, beschrieb die dadurch entstandenen Schmerzen als „unerträglich“.
Hinzu kommt, dass viele Teilnehmer in ihrer Panik davonrennen und das Feuer sich somit, aufgrund der verbesserten Sauerstoffzuführung, schneller verbreitet. Eine weitere Gefahr ist, dass die Teilnehmer die durch die Flammen entstandene heiße Luft einatmen und somit ihre Lunge verletzen.

## Reaktionen der Medien
Die Huffington Post meinte zu der Fire Challenge: „Wir sind sprachlos. Wir kennen zwar Menschen, die Glühbirnen verspeisen, aber die Fire Challenge schockiert uns. Das Essen von Glühbirnen wird von professionellen Artisten durchgeführt, während es sich hier um fehlgeleitete Jugendliche handelt. Das Schlimmste dabei ist jedoch, dass er nicht der Einzige ist, der so etwas macht.“ („We’re basically speechless. We hang out with guys who eat lightbulbs, and we're still shocked. Granted, those guys are trained professional performers, where as this appears to be a misguided youth. The scariest part is that he’s not the only person who is doing this.“)
Caitlin Dewey schrieb in einem Artikel in der Washington Post: „YouTube ist bekannt für den hohen Anteil an gefährlichen, zerstörerischen und unvernünftigen Trends, aber selbst hier stellt die ‚Fire Challenge‘ einen neuen Tiefpunkt dar.“ („YouTube has known its fair share of dangerous, destructive and ill-advised trends, but even by those standards, the ‚fire challenge‘ hits new lows.“)
Viele Experten der Feuerwehr haben sich bereits gegen die Fire Challenge ausgesprochen und warnen vor den körperlichen Verletzungen und unvorhersehbaren Gefahren des Feuers.